# Alfredo Straccali
Alfredo Straccali (Campiglia Marittima, 19 gennaio 1854 – Firenze, 8 marzo 1908) è stato un letterato italiano.

## Biografia
Alfredo Giuseppe Straccali nacque a Campiglia Marittima (PI) il 19 gennaio 1854 da una famiglia originaria di Buonconvento. Il padre Giobatta, avvocato e la madre Elena Cellai, casalinga hanno quattro figli, Isolina, Merope, Alfredo e Pilade.
Alfredo compie gli studi liceali a Siena e quelli universitari a Firenze dove si laurea a pieni voti in Lettere nel 1878 con Adolfo Bartoli, suo maestro, mentore e amico.
La sua tesi di Laurea, un geniale lavoro sulla goliardia medievale viene pubblicata nel 1880, prima sulla Rivista Europea e poi in un volume edito da Tipografia Editrice della Gazzetta d’Italia.
Alfredo Straccali insieme ad un gruppo di amici, Severino Ferrari, Guido Biagi, Luigi Gentile e Giovanni Marradi, come lui studenti universitari sussidiati all’Istituto di Studi Superiori di Firenze, si fa finanziatore, promotore e fervente sostenitore di una rivista mensile, I Nuovi Goliardi, il cui primo numero viene alla luce nel febbraio del 1877. In quegli anni l’Istituto fiorentino vede crescere considerevolmente il proprio prestigio anche grazie all’acquisizione all’interno del corpo docenti da parte del professor Pasquale Villari di una serie di nomi eccellenti come Gaetano Trezza, Giovanbattista Giuliani, Adolfo Bartoli, Domenico Comparetti, Enea Piccolomini, Girolamo Vitelli e Cesare Paoli. È in questo clima di effervescenza culturale che trovano terreno fertile iniziative di un certo spessore, come la rivista promossa dai cinque, alla quale guardano con grande interesse anche gli studenti di altri atenei toscani (Pisa in particolare). La rivista che esce per otto numeri non consecutivi (finiti i soldi, termina la pubblicazione, nonostante la notevole qualità dei contributi) riproduce articoli e saggi in diversi settori dell’arte, della letteratura e della storia, ospitando firme importanti sia in ambito accademico che culturale come Hillebrand, Trezza, Pascoli, Carducci. Quest’ultimo appare come incontrovertibile nume tutelare dell’iniziativa, amato e idolatrato dall’intero gruppo.
Alfredo Straccali, una volta laureato, insegnerà in diverse scuole del Regno. Ad una prima breve esperienza nel 1878 nel ginnasio comunale di Terni seguirà l’insegnamento nel regio ginnasio di Barcellona Sicula. Nel 1881 vincerà un concorso e si sposterà in un Istituto Tecnico di Como. Nel 1884 tornerà a Firenze come titolare di lettere italiane nel Liceo classico statale Galileo, dove già insegnava il fratello Pilade, al quale era molto legato. Concluderà la sua carriera di docente per intraprendere quella di Provveditore agli Studi anche qui peregrinando in diverse città italiane a partire da Ascoli Piceno nel 1893 per proseguire poi con Perugia (1894-1898) dove nel maggio del '95 viene eletto Cavaliere del Regno, Venezia (1898-1901) dove entra in amicizia con Antonio Fogazzaro e Pisa (dal 1901 per alcuni anni fino alla morte).
Al di là dei legami di parentela con Biagi e Marradi, manterrà rapporti stretti di amicizia con tutto il gruppo dei nuovi goliardi. Anche se la professione e le vicissitudini personali di ciascuno di loro li portarono spesso lontani da Firenze per lunghi periodi, numerose sono le testimonianze di questo legame forte e duraturo che li vedeva riunirsi appena possibile nella amata Firenze per condividere passioni, successi, ricordi (v. fotografia con i cinque riuniti a Firenze nel 1901). Nel 1893 scriveranno addirittura tutti e cinque insieme un breve saggio in onore di un altro loro mentore, Ferdinando Martini, Senatore del Regno e Ministro delle Colonie e dell'Istruzione, in occasione delle nozze della figlia Teresa con Gaetano Benzoni.

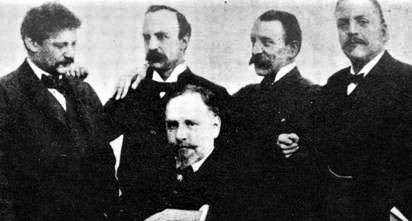
S.Ferrari,A.Straccali,G.Marradi,L.Gentile e in basso G.Biagi

Straccali pubblicherà fra il 1886 ed il 1887 alcuni saggi sia con Gentile che con Ferrari. Con quest’ultimo in particolare condividerà una stretta amicizia ed assidue frequentazioni con due fra i massimi poeti dell’800, Giovanni Pascoli e Giosuè Carducci, rinforzata da un senso di ammirazione profonda nei loro confronti.
L’amico Ferrari lo assocerà, per la tempra robusta di critico arguto e stringente, alla figura del mastino nel suo poema di critica letteraria Il Mago dove la muta di cani (i suoi amici bolognesi e fiorentini fra i quali per l’appunto lo Straccali, assurti in questa occasione al ruolo di critici) attacca la selvaggina, ovvero gli scrittori che secondo Ferrari erano a torto fra i più celebrati in quegli anni non meritandolo in quanto si allontanavano dalle pure tradizioni della nostra letteratura.
Alfredo Straccali si dedicherà così intensamente al suo mestiere prima di docente e poi di provveditore da non riuscire a dedicare molto tempo all’attività di letterato quale indubbiamente era, forse anche, come scrive di lui il Marradi, per una sua naturale modestia «Avrebbe potuto anche come scrittore, lasciar durevole traccia di sé: ma non volle [...] anche per un altissimo sentimento dell'arte, a cui egli pensava che debba accostarsi soltanto chi senta di poter fare dei capolavori».
Che tale modestia fosse quanto mai inappropriata lo si desume dalla grande eco avuta dalla sua opera forse più importante, uno dei migliori e più completi commentari de I Canti di Giacomo Leopardi, ancora oggi riconosciuti fra le opere più autorevoli in materia, che lo Straccali pubblicò in prima edizione ai tipi di Sansoni nel 1892. Carducci stesso lo riteneva già allora probabilmente il miglior commentario dell’opera del recanatese mai uscito alle stampe.
Visto il successo dei commentari leopardiani il Carducci stimolerà a più riprese Straccali a portare a termine un commentario su La Vita di V.Alfieri che era stato anticipato nel Catalogo Sansoni del 1893 come lavoro in preparazione (non abbiamo traccia dell'avvenuta pubblicazione di quest'opera).
Straccali morirà dopo parecchi mesi di malattia nella sua Firenze l’8 marzo 1908 all’età di 54 anni.
Pascoli, tre anni dopo la sua morte, nel 1911, gli dedicherà  i suoi Poemi Italici con la frase «Santi cuori che non battono più. Nobili menti che pensano ancora. Dolci memorie che resteranno, sempre.»

## Opere
- A.Straccali, I Goliardi - I clerici vagantes delle Università Medievali, Tipografia Editrice della Gazzetta d’Italia 1880
- S.Ferrari-A.Straccali Ninne Nanne e giochi fanciulleschi uditi in Firenze,  G.Carnesecchi&Figli 1886
- T.Tasso Stanze della Gerusalemme liberata, curate per le scuole da S.Ferrari-A.Straccali, N.Zanichelli 1886
- L.Gentile-A.Straccali, Tre novelline antiche, saggio di un testo inedito del XIII secolo, citato dalla Crusca, G.Carnesecchi&Figli 1887
- G.Leopardi I canti commentati da A.Straccali Ed Sansoni 1892
- AAVV Testo delle chiose anonime all'Inferno di Dante restituito all'integrità sua conforme a un codice marciano e col riscontro d'un codice magliabechiano fin qui sconosciuto, G.Carnesecchi&Figli 1893